# Valkyria Chronicles II
 (mai 2018).
Si vous disposez d'ouvrages ou d'articles de référence ou si vous connaissez des sites web de qualité traitant du thème abordé ici, merci de compléter l'article en donnant les références utiles à sa vérifiabilité et en les liant à la section « Notes et références ».
Valkyria Chronicles II, connu au Japon sous le nom Battlefield Valkyria 2: Gallian Royal Military Academy  (戦場のヴァルキュリア2 ガリア王立士官学校, Senjō no Varukyuria 2 Gallia Ōritsushikan Gakkō) est un jeu vidéo développé par Sega Wow et édité par Sega sur PlayStation Portable. Le jeu sort en 2010, le 21 janvier au Japon, le 31 août en Amérique du Nord, le 2 septembre en Australie et le 3 septembre en Europe.

## Synopsis
Se déroulant deux ans après les événements de son prédécesseur, l'histoire tourne autour d'une guerre civile dans la petite nation du continent d’Europan, Gallia. Un groupe de rebelle appelé le «Gallian Revolutionary Army » (GRA) composé d'aristocrates et de soldats mécontents prennent les armes afin de faire un nettoyage ethnique des galliens de descendance Darcsen. Malgré cette menace à la paix intérieure, l’armée de Gallia est trop affaiblie après son combat contre l’Empire pour mettre fin à l’insurrection. Des lois empêchant la formation d’une milice pour combattre des compatriotes galliens forcent le gouvernement à déployer des cadets de son académie militaire au front afin de contrecarrer les plans du GRA.
Parmi les élèves envoyés se trouve Avan Hardins, un jeune homme de 17 ans qui s’enrôla à l’académie militaire de Lanseal à la mort de son frère aîné Leon.

## Système de jeu
Jeu au tour par tour, chaque personnage dispose d'une barre de mouvement se dégradant pendant son mouvement, le joueur disposant d'un nombre spécifique de points d'actions par tour.
Ces points permettant de tirer, réparer, soigner, ou faire des actions contextuelles (ramasser un objet, détruire un élément de décor).
Le but étant d'accomplir des actions menant à la victoire selon les modalités prévues par la mission en cours.
- seek & destroy
- défend x turn
- protect Npc x turn
- reach the target

Sont les missions les plus courantes, même si certaines spécificités sont présentes dans le jeu plus ponctuellement (fuir, mettre hors de combat un named).
Les missions en elles-mêmes sont reparties en plusieurs catégories (free /skirmish /key), une fois les conditions remplies le joueur peut avoir accès à la mission story du mois en cours, une « mission scénario » présentant des cutscenes et une difficulté sensiblement plus élevés. Leurs accomplissements permettant de faire progresser l'intrigue globale du jeu.